# Coturno

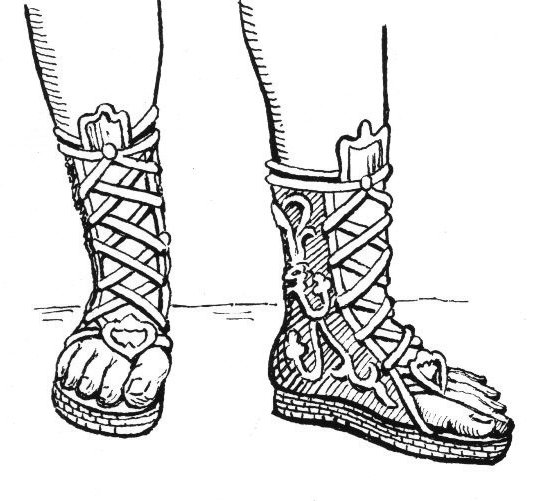
Coturno.

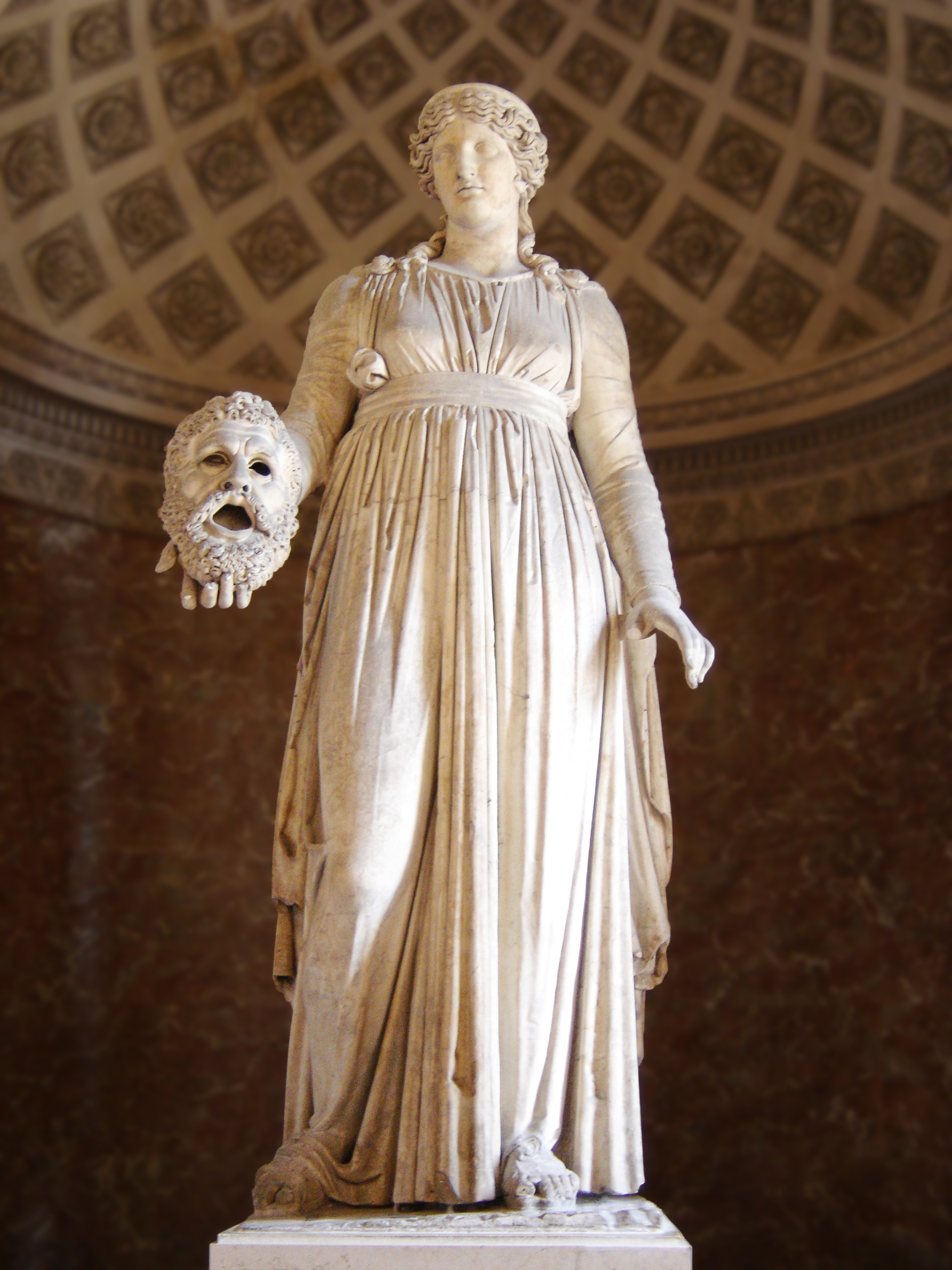
Melpómene, representada con máscara y coturnos.

El coturno era un antiguo calzado, un tipo de bota alta hasta la pantorrilla o la rodilla de suela gruesa de corcho sujeta por cintas de cuero u otro material, utilizado por cazadores y soldados griegos, etruscos y romanos. 
El coturno empezó a ser utilizado por los actores atenienses en las representaciones de la tragedia en neta oposición al socco (o soccus), zapato cerrado y plano reservado para la representación de la comedia.
Los coturnos tenían la función de proporcionar altura al actor que representaba personajes nobles elevándolo por encima del coro y equiparándolo a las grandes dimensiones de la máscara, convirtiéndolo así en un personaje enorme. De este modo, se acrecentaba también la impresión sobre el público. Se representaba calzada con coturnos a Melpómene, una de las dos musas del teatro.
Los emperadores bizantinos vestían con su atuendo de gala y ceremonia coturnos de color púrpura con águilas bicéfalas bordadas con hilo de oro.
Se sabe que algunas damas grecorromanas podían usar plantillas de corcho por dentro de su calzado para aumentar su altura aparente. En cuanto al coturno, probablemente dio origen al chapín, un zapato femenino surgido en la Baja Edad Media y muy popular entre los siglos XV y XVII, especialmente en Venecia y España, que contaba con altas plataformas, permitiendo salir a la calle a las damas preservando en cierto modo del polvo en verano, lodo en invierno e inmundicias en unas calles carentes de sistema de alcantarillado ni recogida de desechos en las vías públicas. En madera o corcho, tendieron a ser cada vez más altos, llegando incluso algunos a los 50 cm de altura, complicando la marcha y provocando que algunas damas se desplazaran flanqueadas por dos sirvientes en los que apoyarse para caminar.